# شهرستان ریچلند (ویسکانسین)
شهرستان ریچلند، ویسکانسین (به انگلیسی: Richland County, Wisconsin) یک سکونتگاه مسکونی در ایالات متحده آمریکا است که در ویسکانسین واقع شده‌است.

## خصوصیات
شهرستان ریچلند ۱٬۵۲۵٫۵۱ کیلومترمربع مساحت دارد.